# Higgins (Texas)
Higgins é uma cidade localizada no estado norte-americano de Texas, no Condado de Lipscomb.

## Demografia
Segundo o censo norte-americano de 2000, a sua população era de 425 habitantes.
Em 2006, foi estimada uma população de 439, um aumento de 14 (3.3%).

## Geografia
De acordo com o United States Census Bureau tem uma área de
2,8 km², dos quais 2,8 km² cobertos por terra e 0,0 km² cobertos por água.

## Localidades na vizinhança
O diagrama seguinte representa as localidades num raio de 36 km ao redor de Higgins.